# Shu postérieur
934–965
Entités précédentes :
- Tang postérieurs

Entités suivantes :
- Dynastie Song

Le Shu, appelé rétrospectivement Shu postérieur (chinois simplifié : 后蜀 ; chinois traditionnel : 後蜀 ; pinyin : Hòu Shǔ), pour le différencier du Shu antérieur (chinois traditionnel : 前蜀 ; pinyin : Qiánshǔ), est l'un des Dix Royaumes ayant existé dans le sud de la Chine durant la Période des Cinq Dynasties et des Dix Royaumes, qui se situe chronologiquement entre les dynasties Tang et Song. Il recouvre l'actuelle province du Sichuan, ainsi que des parties septentrionales du Gansu et du Shaanxi, et sa capitale se situe dans la ville de Chengdu. Il existe de 934 a 965 et est le quatrième et dernier État dominant cette région à porter le nom de Shu.

## Histoire

### Origines et fondation
Le Shu antérieur, premier royaume de cette période à porter le nom de Shu, est fondé en 907 après la chute de la dynastie Tang par Wang Jian, qui établit sa cour à Chengdu; après avoir assuré sa domination sur le Sichuan durant les années précédentes. Il est conquis en 625 par les Tang postérieurs, la seconde des 5 dynasties qui se succèdent en Chine du nord pendant cette période.
Après la conquête du Shu antérieur, les Tang postérieurs laissent plusieurs gouverneurs militaires pour contrôler ce territoire. L'un d'entre eux, nommé Meng Zhixiang (en), gagne rapidement en puissance militaire et politique durant les années qui suivent l'invasion. En 930, il s'allie avec un autre gouverneur militaire nommé Dong Zhang et entre en rébellion ouverte contre les Tang,. Bien que leur rébellion soit rapidement couronnée de succès, Meng veut se remettre au service des Tang et essaye de convaincre Dong d'en faire autant. Ce dernier refuse et, en 932, les deux chefs rebelles se retournent l'un contre l'autre. Meng vainc Dong et prend le contrôle des terres de ce dernier. Peu de temps après, il reçoit un édit des Tang lui octroyant des titres prestigieux et une autorité encore plus grande qu'auparavant en échange de son retour dans le giron du gouvernement central,. Meng accepte, mais cet arrangement dure peu de temps. En effet, l'empereur Li Siyuan meurt de maladie en décembre 933 et son successeur Li Conghou (en) n'a que 19 ans lorsqu'il monte sur le trône. Au printemps 934 Meng fait sécession et s'autoproclame empereur du nouvellement fondé état de Shu.

### Vie et chute du Shu
Le règne de Meng Zhixiang est très bref, car il meurt moins d'un an après être monté sur le trône et c'est son fils Meng Chang (en) qui lui succède. Ce dernier commence son règne en annexant le territoire d'un vassal trop remuant et en mettant en place une réforme administrative qui réduit drastiquement le pouvoir des gouverneurs militaires, tout en réduisant la corruption. Cette réforme est annulée en 944, pour une raison inconnue.
Durant les premières années de son règne, le comportement de Chang se calque sur celui que l'on attend d'un empereur de Chine. Ainsi, lorsque la capitale est ravagée par des inondations en 952, il distribue des aides et proclame une amnistie générale. En effet, ce genre de catastrophe étant vu comme un moyen utilisé par les dieux pour marquer leur désapprobation de la politique impériale, une amnistie est vue comme une preuve d'humilité - l'empereur reconnaissant implicitement qu'il a eu tort - apte à apaiser les dieux. Il remet également au goût du jour l'étude des classiques du confucianisme, qui étaient négligés depuis la chute des Tang. Dans le même temps, il cherche à étendre le territoire du Shu en profitant de l'instabilité politique du nord. En effet, durant les trente années de son règne, les dynasties qui règnent sur le nord de la Chine se succèdent à un rythme assez rapide. En 947, il agrandit le territoire de son royaume en annexant les Zhou de Feng, Qin, Cheng et Jieen, en tirant parti du chaos politique qui suit la chute de la dynastie des Jin postérieurs.
Durant son règne, Chang réussit à maintenir l'indépendance du Shu, au prix de dépenses militaires qui finissent par vider le trésor impérial. Ainsi, en 955, pour payer les frais de l'armée qu'il doit lever pour repousser une attaque des Zhou postérieurs, il en est réduit à faire frapper des pièces en fer et à publier un édit ordonnant de payer les taxes et autres impôts avec des objets en fer pour alimenter cette frappe. Multipliant les taxes et les expédients, régnant de plus en plus en autocrate, il se coupe lentement mais sûrement du peuple. En 960, Zhao Kuangyin usurpe le trône des Zhou postérieurs, avec le soutien des commandants militaires de la dynastie, et fonde la dynastie Song, dont il devient le premier empereur sous le nom de Song Taizu. Le nouvel empereur se fixe comme objectif d'unifier la Chine à son profit et il commence à préparer une expédition militaire en 964. Meng Chang envoie alors en secret des missives au seigneur de guerre Liu Jun, afin que leurs deux armées se coordonnent pour lancer une attaque préventive contre les Song. Un des messagers passe à l’ennemi, dévoile le contenu des lettres et les positions des autres messagers, avant d'aider les géographes de Taizu à établir une carte précise du Shu et de ses points stratégiques. Ravi d'avoir une excuse pour attaquer et un tel avantage, le nouvel empereur des Song lance son offensive, qui se conclut par la chute du Shu et son annexion en 965.

## Extension territoriale du Shu postérieur
Le territoire du royaume du Shu postérieur recoupe, grosso modo, celui du Shu antérieur. Il englobe donc le Sichuan, le sud du Gansu et du Shaanxi, l'ouest du Hubei et Chongqing. Comme à l'époque du Shu antérieur, la capitale du royaume se trouve à Chengdu.

## Souverains du Shu postérieur
| Noms de Temple ( Miao Hao 廟號) | Noms Posthumes ( Shi Hao 諡號 )                                | Noms Personnels             | Dates des règnes | Noms d’ères (Nian Hao 年號) et leurs dates      |  |  |  |  |  |
| 高祖                            | Empereur Wénwǔ Shèngdé Yīngliè Míngxiào (文武聖德英烈明孝皇帝) | Mèng Zhīxíang (en) (孟知祥) | 934              | Míngdé (明德) 934                               |  |  |  |  |  |
| 後主                            | Prince Gongxiao de Chu (楚恭孝王)                              | Mèng Chǎng (en) (孟昶)      | 934–965          | Míngdé (明德) 934–938 Guǎngzhèng (廣政) 938–965 |  |  |  |  |  |

## Arbre généalogique des souverains du Shu postérieur
| Li Keyong 李克用 856 – 908 |                    |                    |                    |                    |                    |  |  |                                               |                                               |                                               |                                               |                                                |                                               |                                               |                                               |                                               |                                               |                                             |                                             |                                             |                                             |                                                       |                                                       |                                                       |                                                       |                                                       |                                                       |
|                            |                    |                    |                    |                    |                    |  |  |                                               |                                               |                                               |                                               |                                                |                                               |                                               |                                               |                                               |                                               |                                             |                                             |                                             |                                             |                                                       |                                                       |                                                       |                                                       |                                                       |                                                       |
| Dame Li ???? - 932         | Dame Li ???? - 932 | Dame Li ???? - 932 | Dame Li ???? - 932 | Dame Li ???? - 932 | Dame Li ???? - 932 |  |  | Meng Zhixiang 孟知祥 874 – 934 Gaozu 高祖 934 | Meng Zhixiang 孟知祥 874 – 934 Gaozu 高祖 934 | Meng Zhixiang 孟知祥 874 – 934 Gaozu 高祖 934 | Meng Zhixiang 孟知祥 874 – 934 Gaozu 高祖 934 | Meng Zhixiang 孟知祥 874 – 934 Gaozu 高祖 934  | Meng Zhixiang 孟知祥 874 – 934 Gaozu 高祖 934 |                                               |                                               | Impératrice Douairiére Li 李太后 ???? - 965   | Impératrice Douairiére Li 李太后 ???? - 965   | Impératrice Douairiére Li 李太后 ???? - 965 | Impératrice Douairiére Li 李太后 ???? - 965 | Impératrice Douairiére Li 李太后 ???? - 965 | Impératrice Douairiére Li 李太后 ???? - 965 |                                                       |                                                       |                                                       |                                                       |                                                       |                                                       |
| Dame Li ???? - 932         | Dame Li ???? - 932 | Dame Li ???? - 932 | Dame Li ???? - 932 | Dame Li ???? - 932 | Dame Li ???? - 932 |  |  | Meng Zhixiang 孟知祥 874 – 934 Gaozu 高祖 934 | Meng Zhixiang 孟知祥 874 – 934 Gaozu 高祖 934 | Meng Zhixiang 孟知祥 874 – 934 Gaozu 高祖 934 | Meng Zhixiang 孟知祥 874 – 934 Gaozu 高祖 934 | Meng Zhixiang 孟知祥 874 – 934 Gaozu 高祖 934  | Meng Zhixiang 孟知祥 874 – 934 Gaozu 高祖 934 |                                               |                                               | Impératrice Douairiére Li 李太后 ???? - 965   | Impératrice Douairiére Li 李太后 ???? - 965   | Impératrice Douairiére Li 李太后 ???? - 965 | Impératrice Douairiére Li 李太后 ???? - 965 | Impératrice Douairiére Li 李太后 ???? - 965 | Impératrice Douairiére Li 李太后 ???? - 965 |                                                       |                                                       |                                                       |                                                       |                                                       |                                                       |
|                            |                    |                    |                    |                    |                    |  |  |                                               |                                               |                                               |                                               |                                                |                                               |                                               |                                               |                                               |                                               |                                             |                                             |                                             |                                             |                                                       |                                                       |                                                       |                                                       |                                                       |                                                       |
|                            |                    |                    |                    |                    |                    |  |  |                                               |                                               |                                               |                                               | Meng Chang 孟昶 919–965 Houzhu 后主 934 – 965  | Meng Chang 孟昶 919–965 Houzhu 后主 934 – 965 | Meng Chang 孟昶 919–965 Houzhu 后主 934 – 965 | Meng Chang 孟昶 919–965 Houzhu 后主 934 – 965 | Meng Chang 孟昶 919–965 Houzhu 后主 934 – 965 | Meng Chang 孟昶 919–965 Houzhu 后主 934 – 965 |                                             |                                             |                                             |                                             | Consort Xu 徐惠妃 vers.940 – 976 Dame Huarui 花蕊夫人 | Consort Xu 徐惠妃 vers.940 – 976 Dame Huarui 花蕊夫人 | Consort Xu 徐惠妃 vers.940 – 976 Dame Huarui 花蕊夫人 | Consort Xu 徐惠妃 vers.940 – 976 Dame Huarui 花蕊夫人 | Consort Xu 徐惠妃 vers.940 – 976 Dame Huarui 花蕊夫人 | Consort Xu 徐惠妃 vers.940 – 976 Dame Huarui 花蕊夫人 |
|                            |                    |                    |                    |                    |                    |  |  |                                               |                                               |                                               |                                               | Meng Chang 孟昶 919–965 Houzhu 后主 934 – 965  | Meng Chang 孟昶 919–965 Houzhu 后主 934 – 965 | Meng Chang 孟昶 919–965 Houzhu 后主 934 – 965 | Meng Chang 孟昶 919–965 Houzhu 后主 934 – 965 | Meng Chang 孟昶 919–965 Houzhu 后主 934 – 965 | Meng Chang 孟昶 919–965 Houzhu 后主 934 – 965 |                                             |                                             |                                             |                                             | Consort Xu 徐惠妃 vers.940 – 976 Dame Huarui 花蕊夫人 | Consort Xu 徐惠妃 vers.940 – 976 Dame Huarui 花蕊夫人 | Consort Xu 徐惠妃 vers.940 – 976 Dame Huarui 花蕊夫人 | Consort Xu 徐惠妃 vers.940 – 976 Dame Huarui 花蕊夫人 | Consort Xu 徐惠妃 vers.940 – 976 Dame Huarui 花蕊夫人 | Consort Xu 徐惠妃 vers.940 – 976 Dame Huarui 花蕊夫人 |
|                            |                    |                    |                    |                    |                    |  |  |                                               |                                               |                                               |                                               |                                                |                                               |                                               |                                               |                                               |                                               |                                             |                                             |                                             |                                             |                                                       |                                                       |                                                       |                                                       |                                                       |                                                       |
|                            |                    |                    |                    |                    |                    |  |  |                                               |                                               |                                               |                                               | Meng Xuanzhe 孟玄喆 937-991 Duc de Teng 滕國公 |                                               |                                               |                                               |                                               |                                               |                                             |                                             |                                             |                                             |                                                       |                                                       |                                                       |                                                       |                                                       |                                                       |

## Voir également
- Période des Cinq Dynasties et des Dix Royaumes